# Leo Fehrenberg
Leo Fehrenberg (* 1. November 1878 in Essen; † 20. Juni 1953 ebenda) war ein deutscher Brauereidirektor.
Fehrenberg kam als Sohn des Brauereibesitzers Bernhard Fehrenberg zur Welt. Im Anschluss an seine Schul- und Berufsausbildung sammelte er im In- und Ausland praktische berufliche Erfahrung. Nach dem Tod seines Vaters übernahm er die Leitung der Phönix-Brauerei GmbH und fusionierte das Unternehmen später mit der Essener Actienbrauerei. Dem Vorstand des neuen Unternehmens gehörte er bis zum Tod an.
Er war Präsident der Vereinigten Eucharistischen Ehrengarden der Diözesen Köln, Münster und Paderborn sowie Verbandsoberst der Eucharistischen Ehrengarden von Essen.

## Ehrungen
- 1952: Verdienstkreuz (Steckkreuz) der Bundesrepublik Deutschland
- Päpstlicher Orden Pro Ecclesia et Pontifice